# Discografia de The Killers
A discografia da banda de rock alternativo norte-americana The Killers, formada no ano de 2002 em Las Vegas, consiste em sete álbuns de estúdio, um álbum ao vivo e de vídeo, três coletâneas musicais, um Extended Play (EP), quarenta e um singles (incluindo cinco singles promocionais) e quarenta e três videoclipes.

## Álbuns

### Álbuns de estúdio
| Ano  | Título | Melhores posições nas paradas | Melhores posições nas paradas | Melhores posições nas paradas | Melhores posições nas paradas | Melhores posições nas paradas | Melhores posições nas paradas | Melhores posições nas paradas | Melhores posições nas paradas | Melhores posições nas paradas | Melhores posições nas paradas | Certificações    |
| Ano  | Título | EUA                           | AUS                           | AUT                           | CAN                           | ALE                           | IRL                           | HOL                           | NZ                            | NOR                           | UK                            | Certificações    |
| ---- | --- | ----------------------------- | ----------------------------- | ----------------------------- | ----------------------------- | ----------------------------- | ----------------------------- | ----------------------------- | ----------------------------- | ----------------------------- | ----------------------------- | ---------------- |
| 2004 | Hot Fuss - Lançamento: 7 de junho de 2004 - Gravadora: Island - Formatos: CD, LP, download digital                | 7                             | 1                             | 60                            | 4                             | 75                            | 1                             | 46                            | 5                             | —                             | 1                             | - UK: 8× Platina |
| 2006 | Sam's Town - Lançamento: 3 de outubro de 2006 - Gravadora: Island - Formatos: CD, LP, download digital            | 2                             | 2                             | 5                             | 1                             | 6                             | 1                             | 14                            | 1                             | 10                            | 1                             | - UK: 5× Platina |
| 2008 | Day & Age - Lançamento: 24 de novembro de 2008 - Gravadora: Island - Formatos: CD, LP, download digital           | 6                             | 4                             | 9                             | 6                             | 8                             | 1                             | 12                            | 2                             | 1                             | 1                             | - UK: 4× Platina |
| 2012 | Battle Born - Lançamento: 18 de setembro de 2012 - Gravadora: Island - Formatos: CD, LP, download digital         | 3                             | 2                             | 3                             | 3                             | 2                             | 1                             | 7                             | 2                             | 3                             | 1                             | - UK: Platina    |
| 2017 | Wonderful Wonderful - Lançamento: 22 de setembro de 2017 - Gravadora: Island - Formatos: CD, download digital     | 1                             | 1                             | 10                            | 4                             | 8                             | 2                             | 12                            | 3                             | 16                            | 1                             | - UK: Ouro       |
| 2020 | Imploding the Mirage - Lançamento: 21 de agosto de 2020 - Gravadora: Island - Formatos: CD, LP, download digital  | 8                             | 1                             | 4                             | 9                             | 6                             | 1                             | 16                            | 4                             | 22                            | 1                             | - UK: Ouro       |
| 2021 | Pressure Machine - Lançamento: 13 de agosto de 2021 - Gravadora: Island, EMI - Formatos: CD, LP, download digital | 9                             | 6                             | 5                             | 31                            | 7                             | 6                             | 17                            | 18                            | —                             | 1                             |                  |

### Coletâneas
| Ano  | Título | Melhores posições nas paradas | Melhores posições nas paradas | Melhores posições nas paradas | Melhores posições nas paradas | Melhores posições nas paradas | Melhores posições nas paradas | Melhores posições nas paradas | Melhores posições nas paradas | Melhores posições nas paradas | Melhores posições nas paradas | Certificações                |
| Ano  | Título | EUA                           | AUS                           | AUT                           | CAN                           | ALE                           | IRL                           | HOL                           | NZ                            | NOR                           | UK                            | Certificações                |
| ---- | --- | ----------------------------- | ----------------------------- | ----------------------------- | ----------------------------- | ----------------------------- | ----------------------------- | ----------------------------- | ----------------------------- | ----------------------------- | ----------------------------- | ---------------------------- |
| 2007 | Sawdust - Lançamento: 9 de novembro de 2007 - Gravadora: Island - Formatos: CD, LP, download digital                  | 12                            | 6                             | 35                            | 10                            | 53                            | 13                            | 72                            | 18                            | 29                            | 7                             | - UK: 2× Platina             |
| 2013 | Direct Hits - Lançamento: 11 de novembro de 2013 - Gravadora: Island - Formatos: CD, download digital                 | 20                            | 30                            | 73                            | 25                            | 63                            | 8                             | 40                            | —                             | 39                            | 6                             | - AUS: Ouro - UK: 3× Platina |
| 2016 | Don't Waste Your Wishes - Lançamento: 18 de novembro de 2016 - Gravadora: Island - Formatos: CD, LP, download digital | —                             | —                             | —                             | —                             | —                             | —                             | —                             | —                             | —                             | —                             |                              |

### Álbuns ao vivo
| Ano  | Título | Melhores posições nas paradas | Melhores posições nas paradas | Melhores posições nas paradas | Melhores posições nas paradas | Certificações    |
| Ano  | Título | ESP                           | ALE                           | MEX                           | HOL                           | Certificações    |
| ---- | --- | ----------------------------- | ----------------------------- | ----------------------------- | ----------------------------- | ---------------- |
| 2009 | Live from the Royal Albert Hall - Lançamento: 6 de novembro de 2009 - Gravadora: Island - Formatos: CD, DVD, Blu-ray | 42                            | 60                            | 5                             | 35                            | - UK: 2× Platina |

### EPs
| Ano  | Título                                                                                                   | Melhores posições nas paradas | Melhores posições nas paradas | Melhores posições nas paradas |
| Ano  | Título                                                                                                   | EUA                           | AUS                           | UK                            |
| ---- | --- | ----------------------------- | ----------------------------- | ----------------------------- |
| 2011 | (RED) Christmas EP - Lançamento: 30 de novembro de 2011 - Gravadora: Island - Formatos: Download digital | 85                            | 77                            | 104                           |

### Demos
| Ano  | Título                                                                                                 |
| ---- | --- |
| 2002 | The Killers - Lançamento: Fevereiro de 2002 - Gravadora: Auto lançado - Formatos: CD, download digital |

## Singles
| Ano  | Canção                                                      | Melhor posição nas paradas musicais | Melhor posição nas paradas musicais | Melhor posição nas paradas musicais | Melhor posição nas paradas musicais | Melhor posição nas paradas musicais | Melhor posição nas paradas musicais | Melhor posição nas paradas musicais | Melhor posição nas paradas musicais | Melhor posição nas paradas musicais | Melhor posição nas paradas musicais | Melhor posição nas paradas musicais | Certificações    | Álbum                   |
| Ano  | Canção                                                      | EUA                                 | EUA Alt                             | AUS                                 | AUT                                 | CAN                                 | ALE                                 | IRL                                 | HOL                                 | NZ                                  | NOR                                 | UK                                  | Certificações    | Álbum                   |
| ---- | ----------------------------------------------------------- | ----------------------------------- | ----------------------------------- | ----------------------------------- | ----------------------------------- | ----------------------------------- | ----------------------------------- | ----------------------------------- | ----------------------------------- | ----------------------------------- | ----------------------------------- | ----------------------------------- | ---------------- | ----------------------- |
| 2004 | "Somebody Told Me"                                          | 51                                  | 3                                   | 17                                  | —                                   | —                                   | —                                   | 9                                   | 45                                  | 13                                  | —                                   | 3                                   | - UK: 2× Platina | Hot Fuss                |
| 2004 | "Mr. Brightside"                                            | 10                                  | 3                                   | 29                                  | 61                                  | —                                   | 60                                  | —                                   | —                                   | 15                                  | —                                   | 10                                  | - UK: 9× Platina | Hot Fuss                |
| 2004 | "All These Things That I've Done"                           | 74                                  | 10                                  | 42                                  | —                                   | 52                                  | —                                   | 46                                  | —                                   | 36                                  | —                                   | 18                                  | - UK: Platina    | Hot Fuss                |
| 2005 | "Smile Like You Mean It"                                    | —                                   | 15                                  | 47                                  | —                                   | —                                   | —                                   | 20                                  | —                                   | —                                   | —                                   | 11                                  | - UK: Platina    | Hot Fuss                |
| 2006 | "When You Were Young"                                       | 14                                  | 1                                   | 10                                  | —                                   | 5                                   | 44                                  | 6                                   | 51                                  | 10                                  | 20                                  | 2                                   | - UK: 2× Platina | Sam's Town              |
| 2006 | "Bones"                                                     | —                                   | 21                                  | 22                                  | —                                   | —                                   | 88                                  | 24                                  | —                                   | 16                                  | —                                   | 15                                  | - BRA: Diamante  | Sam's Town              |
| 2006 | "A Great Big Sled" (com Toni Halliday)                      | 54                                  | —                                   | —                                   | —                                   | —                                   | —                                   | —                                   | —                                   | —                                   | —                                   | —                                   | -                | (RED) Christmas EP      |
| 2007 | "Read My Mind"                                              | 62                                  | 8                                   | 32                                  | 56                                  | 39                                  | 60                                  | 18                                  | —                                   | 20                                  | —                                   | 15                                  | - UK: Platina    | Sam's Town              |
| 2007 | "For Reasons Unknown"                                       | —                                   | —                                   | —                                   | —                                   | —                                   | —                                   | —                                   | —                                   | —                                   | —                                   | 53                                  | -                | Sam's Town              |
| 2007 | "Shadowplay"                                                | 68                                  | 19                                  | —                                   | —                                   | 49                                  | —                                   | —                                   | —                                   | —                                   | —                                   | 115                                 | - BRA: Ouro      | Sawdust                 |
| 2007 | "Tranquilize" (com Lou Reed)                                | —                                   | —                                   | 84                                  | 57                                  | 59                                  | —                                   | —                                   | —                                   | —                                   | —                                   | 13                                  | -                | Sawdust                 |
| 2007 | "Don't Shoot Me Santa"                                      | 108                                 | —                                   | —                                   | —                                   | 23                                  | —                                   | 49                                  | —                                   | —                                   | —                                   | 34                                  | -                | (RED) Christmas EP      |
| 2008 | "Human"                                                     | 32                                  | 6                                   | 28                                  | 6                                   | 9                                   | 4                                   | 4                                   | 2                                   | 17                                  | 1                                   | 3                                   | - UK: 3× Platina | Day & Age               |
| 2008 | "Spaceman"                                                  | 67                                  | 8                                   | 62                                  | 44                                  | 47                                  | 29                                  | 33                                  | 22                                  | —                                   | —                                   | 40                                  | - UK: Prata      | Day & Age               |
| 2008 | "Joseph, Better You than Me"(com Elton John e Neil Tennant) | —                                   | —                                   | —                                   | 64                                  | 43                                  | —                                   | —                                   | —                                   | —                                   | —                                   | 88                                  | -                | (RED) Christmas EP      |
| 2009 | "The World We Live In"                                      | —                                   | —                                   | —                                   | —                                   | —                                   | —                                   | —                                   | 42                                  | —                                   | —                                   | 82                                  | -                | Day & Age               |
| 2009 | "A Dustland Fairytale"                                      | —                                   | 36                                  | —                                   | —                                   | —                                   | —                                   | —                                   | —                                   | —                                   | —                                   | 137                                 | -                | Day & Age               |
| 2009 | "¡Happy Birthday Guadalupe!" (com Wild Light e The Bronx)   | —                                   | —                                   | —                                   | —                                   | 10                                  | 98                                  | —                                   | —                                   | —                                   | —                                   | 110                                 | -                | (RED) Christmas EP      |
| 2010 | "Boots"                                                     | 79                                  | —                                   | —                                   | —                                   | 73                                  | —                                   | —                                   | —                                   | —                                   | —                                   | 53                                  | -                | (RED) Christmas EP      |
| 2011 | "The Cowboys' Christmas Ball"                               | —                                   | —                                   | —                                   | —                                   | —                                   | —                                   | —                                   | —                                   | —                                   | —                                   | 112                                 | -                | (RED) Christmas EP      |
| 2012 | "Runaways"                                                  | 78                                  | 7                                   | 67                                  | —                                   | 37                                  | 44                                  | 13                                  | 34                                  | —                                   | —                                   | 18                                  | - UK: Prata      | Battle Born             |
| 2012 | "Miss Atomic Bomb"                                          | —                                   | 23                                  | —                                   | —                                   | —                                   | —                                   | —                                   | —                                   | —                                   | —                                   | —                                   | - BRA: Ouro      | Battle Born             |
| 2012 | "I Feel It In My Bones"                                     | —                                   | —                                   | —                                   | —                                   | —                                   | —                                   | —                                   | —                                   | —                                   | —                                   | 70                                  | -                | Canção de natal         |
| 2012 | "Here with Me"                                              | 119                                 | —                                   | —                                   | —                                   | 88                                  | —                                   | —                                   | —                                   | —                                   | —                                   | —                                   | - BRA: Ouro      | Battle Born             |
| 2013 | "Shot At The Night"                                         | —                                   | 20                                  | 98                                  | —                                   | 90                                  | —                                   | 33                                  | —                                   | —                                   | —                                   | 23                                  | - CAN: Ouro      | Direct Hits             |
| 2013 | "Christmas in L.A."                                         | —                                   | —                                   | —                                   | —                                   | —                                   | —                                   | 100                                 | —                                   | —                                   | —                                   | 92                                  | -                | Don't Waste Your Wishes |
| 2014 | "Joel the Lump of Coal" (com Jimmy Kimmel)                  | —                                   | —                                   | —                                   | —                                   | —                                   | —                                   | —                                   | —                                   | —                                   | —                                   | 160                                 | -                | Don't Waste Your Wishes |
| 2015 | "Dirt Sledding" (com Ryan Pardey e Richard Dreyfuss)        | —                                   | —                                   | —                                   | —                                   | —                                   | —                                   | —                                   | —                                   | —                                   | —                                   | —                                   | -                | Don't Waste Your Wishes |
| 2017 | "The Man"                                                   | —                                   | 2                                   | 65                                  | —                                   | —                                   | —                                   | —                                   | —                                   | —                                   | —                                   | 63                                  | - UK: Ouro       | Wonderful Wonderful     |
| 2017 | "Run for Cover"                                             | —                                   | 5                                   | —                                   | —                                   | —                                   | —                                   | —                                   | —                                   | —                                   | —                                   | 100                                 | - UK: Prata      | Wonderful Wonderful     |
| 2018 | "Rut"                                                       | —                                   | —                                   | —                                   | —                                   | —                                   | —                                   | —                                   | —                                   | —                                   | —                                   | —                                   | -                | Wonderful Wonderful     |
| 2019 | "Land of the Free"                                          | —                                   | —                                   | —                                   | —                                   | —                                   | —                                   | —                                   | —                                   | —                                   | —                                   | —                                   | -                | Single sem álbum        |
| 2020 | "Caution"                                                   | —                                   | 1                                   | —                                   | —                                   | —                                   | —                                   |                                     | —                                   | —                                   | —                                   | 95                                  | -                | Imploding the Mirage    |
| 2020 | "My Own Soul's Warning"                                     | —                                   | 7                                   | —                                   | —                                   | —                                   | —                                   |                                     | —                                   | —                                   | —                                   | —                                   | -                | Imploding the Mirage    |
| 2020 | "Dying Breed"                                               | —                                   | —                                   | —                                   | —                                   | —                                   | —                                   | —                                   | —                                   | —                                   | —                                   | —                                   | -                | Imploding the Mirage    |
| 2021 | "Dustland" (com Bruce Springsteen)                          | —                                   | —                                   | —                                   | —                                   | —                                   | —                                   | —                                   | —                                   | —                                   | —                                   | —                                   | -                | Single sem álbum        |

### Singles promocionais
| Ano  | Canção                          | Melhor posição | Melhor posição | Melhor posição | Álbum                |
| Ano  | Canção                          | EUA            | AUS            | UK             | Álbum                |
| ---- | ------------------------------- | -------------- | -------------- | -------------- | -------------------- |
| 2004 | "Glamorous Indie Rock and Roll" | 113            | —              | —              | Hot Fuss             |
| 2007 | "Romeo and Juliet"              | —              | 98             | 86             | Sawdust              |
| 2017 | "Wonderful Wonderful"           | —              | —              | —              | Wonderful Wonderful  |
| 2017 | "Some Kind of Love"             | —              | —              | —              | Wonderful Wonderful  |
| 2020 | "Fire in Bone"                  | —              | —              | —              | Imploding the Mirage |

## Videografia

### Videoclipes
| Ano  | Canção                                                                | Diretor(es)                       |
| ---- | --------------------------------------------------------------------- | --------------------------------- |
| 2004 | "Somebody Told Me"                                                    | Brett Simon                       |
| 2004 | "Mr. Brightside" (versão britânica)                                   | Brian & Brad Palmer               |
| 2004 | "All These Things That I've Done" (versão brit Hemming & Kristy Gunn) | Alexander Hemming e Kristy Gunn   |
| 2004 | "Mr. Brightside" (versão americana)                                   | Sophie Muller                     |
| 2005 | "Smile Like You Mean It"                                              | Chris Hopewell                    |
| 2005 | "All These Things That I've Done" (versão americana)                  | Anton Corbijn                     |
| 2006 | "When You Were Young"                                                 | Anthony Mandler                   |
| 2006 | "Bones"                                                               | Tim Burton                        |
| 2006 | "A Great Big Sled"                                                    | Stephen Penta                     |
| 2007 | "Read My Mind"                                                        | Diane Martel                      |
| 2007 | "For Reasons Unknown"                                                 | Diane Martel                      |
| 2007 | "Tranquilize"                                                         | Anthony Mandler                   |
| 2007 | "Shadowplay"                                                          | Spencer Kaplan & Jonathan V. Sela |
| 2007 | "Don't Shoot Me Santa"                                                | Matthew Gray Gubler               |
| 2008 | "Human"                                                               | Daniel Drysdale                   |
| 2008 | "Joseph, Better You Than Me"                                          | Daniel Drysdale & Tyler Trautman  |
| 2009 | "Spaceman"                                                            | Ray Tintori                       |
| 2009 | "The World We Live In"                                                | Daniel Drysdale                   |
| 2009 | "A Dustland Fairytale"                                                | Anthony Mandler                   |
| 2009 | "Goodnight, Travel Well"                                              | David Slade                       |
| 2009 | "¡Happy Birthday Guadalupe!"                                          | Chris Callister                   |
| 2010 | "Boots"                                                               | Jared Hess                        |
| 2011 | "The Cowboys' Christmas Ball"                                         | Roboshobo                         |
| 2012 | "Runaways"                                                            | Warren Fu                         |
| 2012 | "Miss Atomic Bomb (tour video)                                        | Giorgio Testi                     |
| 2012 | "Miss Atomic Bomb"                                                    | Warren Fu                         |
| 2012 | "I Feel It In My Bones"                                               | Roboshobo                         |
| 2012 | "Here with Me"                                                        | Tim Burton                        |
| 2013 | "Shot at the Night"                                                   | Roboshobo                         |
| 2013 | "Just Another Girl"                                                   | Warren Fu                         |
| 2013 | "Christmas in L.A."                                                   | Kelly Loosli                      |
| 2014 | "Joel the Lump of Coal"                                               | Jonathan Kimmel                   |
| 2015 | "Dirt Sleeding"                                                       | Matthew Gray Gubler               |
| 2017 | "The Man"                                                             | Tim Mattia                        |
| 2017 | "Run for Cover"                                                       | Tarik Mikou e Eric Morin          |
| 2018 | "Rut"                                                                 | Danny Drysdale                    |
| 2018 | "Wonderful Wonderful" (lyric video)                                   | Caitlyn Cutler                    |
| 2019 | "Land of the Free"                                                    | Spike Lee                         |
| 2020 | "Caution"                                                             | Sing Lee                          |
| 2020 | "My Own Soul's Warning"                                               | Sing Lee                          |
| 2020 | "My Own Soul's Warning" (Michael Hili video)                          | Michael Hili                      |
| 2021 | "Dustland"                                                            |                                   |
| 2021 | "Quiet Town"                                                          | Joshua Britt e Neilson Hubberd    |

### Álbuns de vídeo
| Ano  | Título | Melhores posições nas paradas | Melhores posições nas paradas | Melhores posições nas paradas | Melhores posições nas paradas | Certificações    |
| Ano  | Título | ESP                           | ALE                           | MEX                           | HOL                           | Certificações    |
| ---- | --- | ----------------------------- | ----------------------------- | ----------------------------- | ----------------------------- | ---------------- |
| 2009 | Live from the Royal Albert Hall - Lançamento: 6 de novembro de 2009 - Gravadora: Island - Formatos: CD, DVD, Blu-ray | 42                            | 60                            | 5                             | 35                            | - UK: 2× Platina |

## Outros

### Demos
- Oh Yeah, By The Way
- Replaceable
- Desperate
- Waiting For Love

### Músicas não-lançadas
- "Stereo of Lies"
- "Where Is She?" (também conhecida como "Soft Surrender")

## Outras Colaborações

### Trilhas sonoras
- "Smile Like You Mean It", Music from the OC: Mix 2 (2004)
- "Move Away", na trilha sonora de Homem-Aranha 3 (2007)[63]
- "Shadowplay", na trilha sonora de Control (2007)[64]
- "A White Demon Love Song", na trilha sonora de Lua Nova (2009)[65]

### Jogos
- "When You Were Young", em Guitar Hero III: Legends of Rock, Rock Band e SingStar
- "All the Pretty Faces", em Guitar Hero 5
- "Mr. Brightside", em Rock Band Unplugged